# بمب‌گذاری ۱۴۰۱ میدان هوایی کابل
در ۱ ژانویه ۲۰۲۳، یک بمب‌گذاری در یک ایست بازرسی خارج از میدان هوایی نظامی کابل، واقع در حدود ۲۰۰ متری میدان هوایی بین‌المللی کابل در افغانستان رخ داد. باعث کشته و زخمی شدن چندین نفر شد. روز بعد، در ۲ ژانویه، داعش مسئولیت بمب‌گذاری را در تلگرام را بر عهده گرفت و اعلام کرد که ۲۰ نفر را کشته و ۳۰ نفر را زخمی کرده است. وزارت داخله تحت کنترل طالبان این اعداد را تکذیب کرد و گفت که آمار رسمی را منتشر خواهد کرد.